# قائمة زواحف المغرب

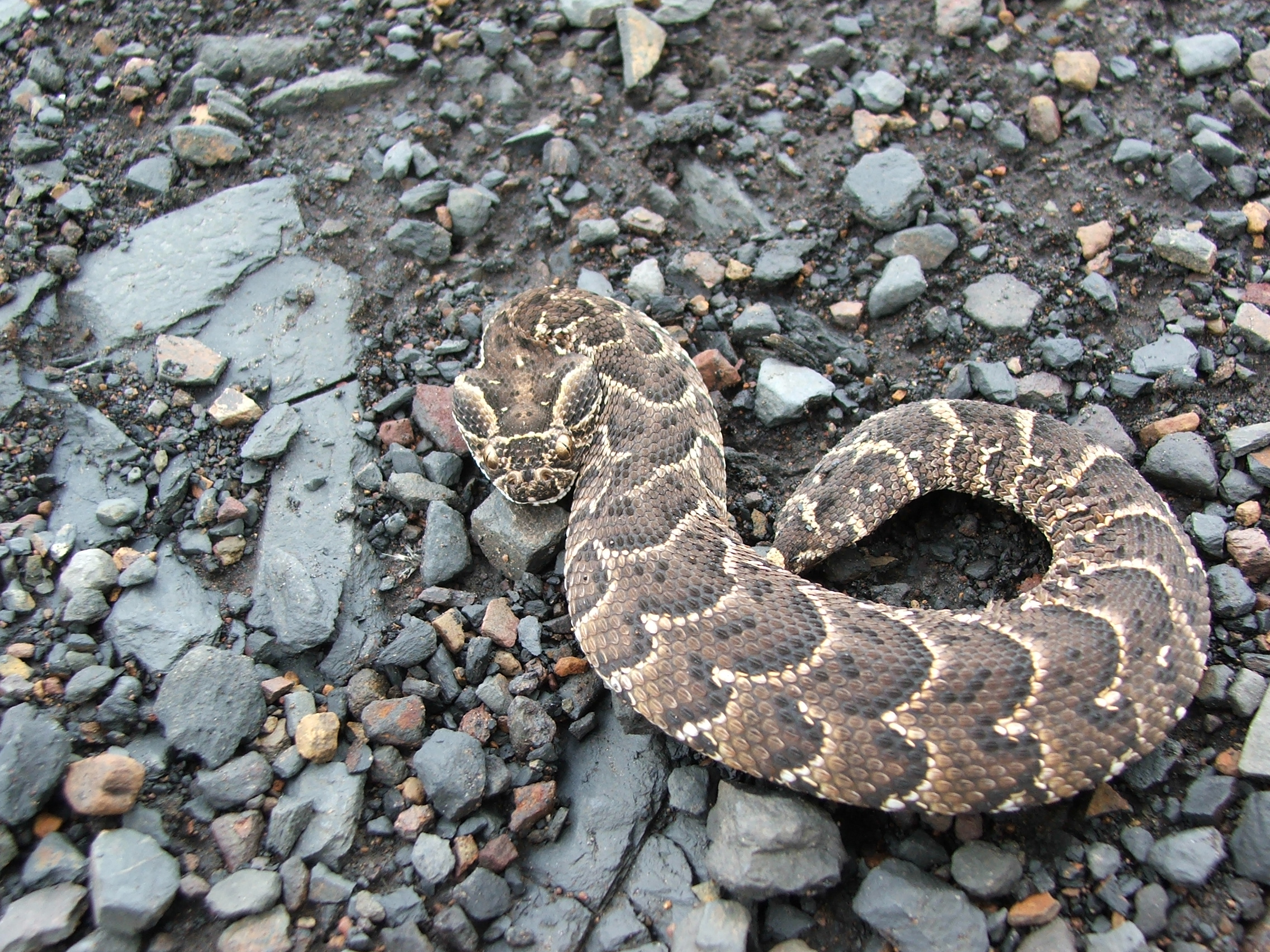
أفعى نفاثة، توجد في جنوب المغرب

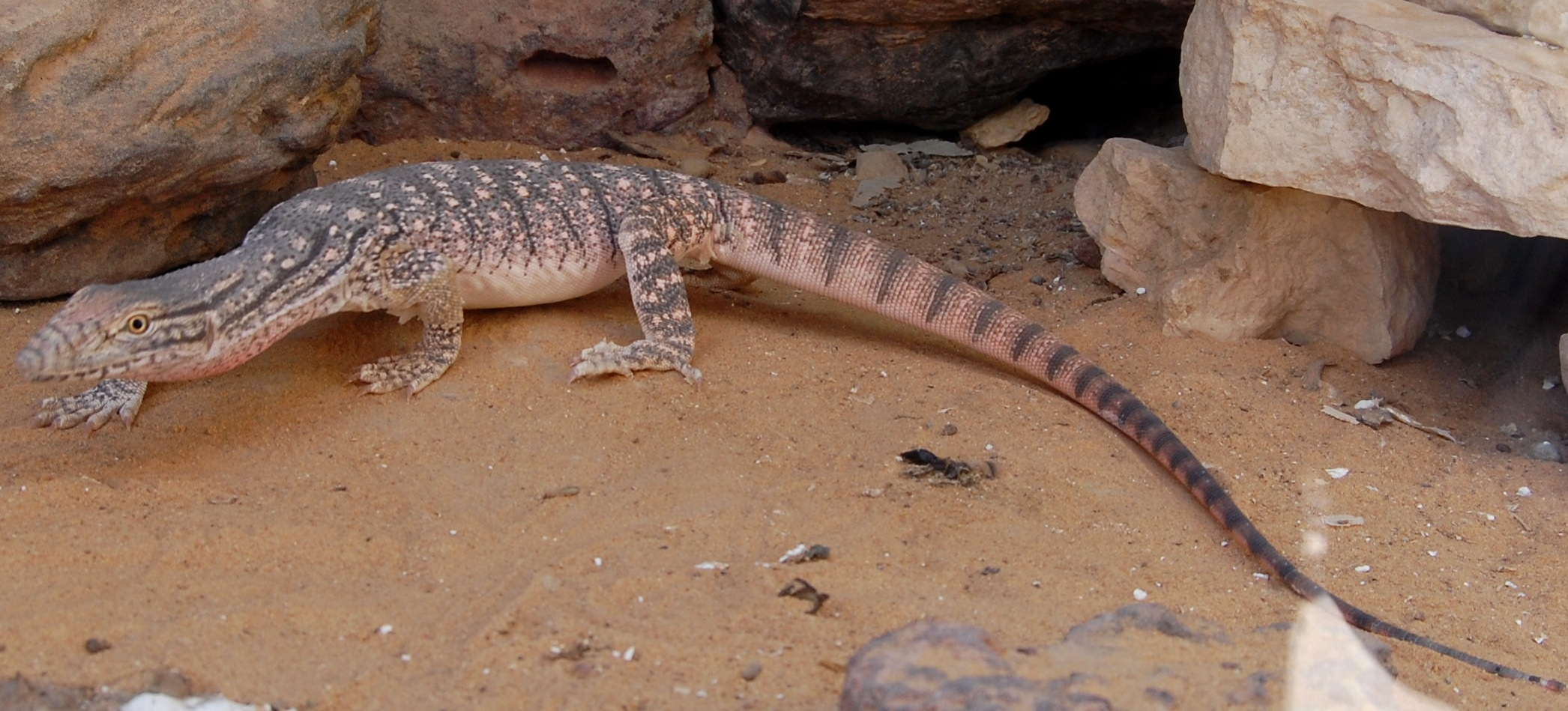
ورل صحراوي ، من الأنواع المهددة بالانقراض في المغرب

قائمة الزواحف المغربية هي قائمة غير كاملة من الزواحف الموجودة في المغرب. تشمل هذه القائمة الأنواع المستوطنة والمُدخلة.
- [e] نوع متوطن.
- [i] نوع مستقدم.

## التمساحيات

### عائلة Crocodylidae
| الأنواع                 | الاسم الشائع           | الصورة |
| ----------------------- | ---------------------- | ------ |
| تمساح غرب أفريقيا منقرض | West African Crocodile |        |

## السحالي

### عائلة Trogonophidae
| الأنواع                  | الاسم الشائع             | الصورة |
| ------------------------ | ------------------------ | ------ |
| Checkerboard worm lizard | Checkerboard worm lizard |        |

### عائلة Agamidae
| الأنواع                                      | الاسم الشائع                                       | الصورة |
| -------------------------------------------- | -------------------------------------------------- | ------ |
| Agama bibronii                               | Bibron's Agama                                     |        |
| عضرفوط متلون                                 | Changeable Agama                                   |        |
| Uromastyx acanthinura nigriventris           | Bell's Dab Lizard / Mastigure / Spiny Tailed Agama |        |
| ضب متغير أصفر اللفافةUromastyx flavifasciata | Banded dob / Mastigure                             |        |
| Uromastyx                                    | Malian dob                                         |        |
| ضب غربي                                      | Western giant dob                                  |        |

### عائلة Anguidae
| الأنواع                   | الاسم الشائع          | الصورة |
| ------------------------- | --------------------- | ------ |
| Ophisaurus koellikeri [e] | Moroccan Glass Lizard |        |

### عائلة Chamaeleonidae
| الأنواع                         | الاسم الشائع     | الصورة |
| ------------------------------- | ---------------- | ------ |
| Chamaeleo chamaeleon chamaeleon | Common Chameleon |        |

### عائلة Gekkonidae
| الأنواع                          | الاسم الشائع                        | الصورة |
| -------------------------------- | ----------------------------------- | ------ |
| برص خشن الجلد                    | Moorish Wall Gecko                  |        |
| Tarentola boehmei                | Böhme's Gecko                       |        |
| Tarentola deserti                | Desert Wall Gecko                   |        |
| Tarentola annularis annularis    | Ringed Wall Gecko                   |        |
| Tarentola ephippiata hoggarensis | Hoggar Gecko                        |        |
| Tarentola chazaliae              | Helmeted Gecko                      |        |
| Hemidactylus turcicus            | Turkish Gecko                       |        |
| Hemidactylus brooki              | Brook's gecko                       |        |
| Saurodactylus Brosseti           | Saurodactylus Brosseti              |        |
| برص الرمال المصري                | Anderson's short-fingered gecko     |        |
| برص واسع العين                   | Lichtenstein's short-fingered gecko |        |

### عائلة Lacertidae
| الأنواع                    | الاسم الشائع                | الصورة |
| -------------------------- | --------------------------- | ------ |
| Timon tangitanus           | North African Eyed Lizard   |        |
| Lacerta andreanskyi        | Atlas Dwarf Lizard          |        |
| Bosc's fringe-toed lizard  | Bosc's fringe-toed lizard   |        |
| Acanthodactylus erythrurus | Spiny-footed lizard         |        |
| Acanthodactylus longipes   | Long Fringe-fingered Lizard |        |
| Teira perspicillata        | Moroccan Rock Lizard        |        |
| Podarcis hispanicus        | Iberian Wall Lizard         |        |
| Psammodromus algirus       | Large Psammodromus          |        |
| Psammodromus blanci        | Blanc's Sand Racer          |        |
| Psammodromus microdactylus | Green Psammodromus          |        |
| Psammodromus hispanicus    | Spanish Psammodromus        |        |
| سحلية غربية ثعبانية العين  | Mograbin Snake-eyed Lizard  |        |
| Mesalina guttulata         | Small Spotted Lizard        |        |
| Mesalina olivieri          | Olivier's Small Lizard      |        |
| Mesalina pasteuri          | Pasteur's Small Lizard      |        |
| Atlas day gecko            | Atlas day gecko             |        |

### عائلة Scincidae
| الأنواع                | الاسم الشائع       | الصورة |
| ---------------------- | ------------------ | ------ |
| Chalcides mauritanicus | Two-fingered skink |        |
| دساسة نمرة             | Ocellated skink    |        |
| Eumeces algeriensis    | Algerian skink     |        |

### عائلة Varanidae
| الأنواع    | الاسم الشائع   | الصورة |
| ---------- | -------------- | ------ |
| ورل صحراوي | Desert Monitor |        |

## الثعابين والأفاعي

### فصيلة الأصلات
| الإسم                                      | الاسم الشائع  | الصورة |
| ------------------------------------------ | ------------- | ------ |
| بوا الرمال الرمحية Eryx jaculus [غير سامة] | الحية الدفانة |        |

### فصيلة الثعابين اللامعة
| الأنواع                                                 | الاسم المحلي     | الصورة |
| ------------------------------------------------------- | ---------------- | ------ |
| ثعبان المنازل الأفريقي Boaedon fuliginosus [غير سام]    | بوملس            |        |
| ثعبان مونبلييه الشرقي Malpolon insignitus [ضعيف السمية] | بونفاخ           |        |
| ثعبان مونبلييه Malpolon monspessulanus [ضعيف السمية]    | بونفاخ           |        |
| الكوبرا الكاذبة Malpolon moilensis [ضعيف السمية]        | كوبرا ترابي      |        |
| ثعبان أبو السيور Psammophis schokari [ضعيف السمية]      | الزريگ أو بوزريگ |        |

### فصيلة الأحناش
| الأنواع                                       | الاسم المحلي                             | الصورة |
| --------------------------------------------- | ---------------------------------------- | ------ |
| ثعبان حدوة الحصان Hemorrhois hippocrepis      | بولفلوس أو بومرايات أو الصياد أو بوفيران |        |
| ثعبان حدوة الحصان الجزائري Hemorrhois algirus | بولفلوس أو بومرايات                      |        |
| ثعبان أملس جنوبي Coronella girondica          |                                          |        |
| ثعبان الساحل أكل البيض Dasypeltis sahelensis  |                                          |        |
| ثعبان متوج ورقي الأنف Lytorhynchus diadema    |                                          |        |
| ثعبان أملس كاذب                               | Western false smooth snake               |        |
| Macroprotodon brevis                          | Hooded Snake                             |        |
| نطريق مغاربي                                  | Viperine Snake                           |        |
| Grass Snake                                   | Ringed Snake                             |        |
| Spalerosophis diadema cliffordi               | Clifford's Diadem Snake                  |        |
| Spalerosophis dolichospilus                   | Mograbin Diadem Snake/Long marked snake  |        |
| مقرابية                                       | North African Catsnake                   |        |

### فصيلة العرابيد
| الأنواع                                             | الاسم الشائع | الصورة |
| --------------------------------------------------- | ------------ | ------ |
| كوبرا شمال أفريقيا - Naja haje [سام] - N.h.legionis | بوسكة        |        |

### فصيلة الثعابين الخيطية
| الأنواع                                               | الاسم المحلي | الصورة |
| ----------------------------------------------------- | ------------ | ------ |
| ثعبان خيطي جزائري Leptotyphlops algeriensis [غير سام] | حنش دودة     |        |

### فصيلة الأفعويات
| الأنواع                                          | الاسم المحلي            | الصورة |
| ------------------------------------------------ | ----------------------- | ------ |
| الأفعى النفاثة Bitis arietans [سامة]             | الهايشة أو لفعى مو نارب |        |
| الأفعى القرناء Cerastes cerastes [سامة]          | لفعى مو گرينات          |        |
| الأفعى القرعاء Cerastes vipera [سامة]            | لفعى الرملة أو لفرتاسة  |        |
| أفعى السجاد بيضاء البطن Echis leucogaster [سامة] | لفعى أسا                |        |
| الأفعى الموريطانية Daboia mauritanica[سامة]      | اللفعى الموريطانية      |        |
| أفعى الأطلس Vipera monticola [سامة][متوطنة]      | لفعى مو نيف             |        |

## السلاحف

### عائلة Cheloniidae
| الأنواع                                  | الاسم الشائع            | الصورة |
| ---------------------------------------- | ----------------------- | ------ |
| سلحفاة بحرية ضخمة الرأسCaretta caretta   | Loggerhead sea turtle   |        |
| سلحفاة بحرية خضراءChelonia mydas         | Green sea turtle        |        |
| لجأة صقرية المنقارEretmochelys imbricata | Hawksbill turtle        |        |
| لجأة كمبLepidochelys kempii              | Kemps ridley sea turtle |        |
| لجأة ردلي الزيتونيةLepidochelys olivacea | Olive ridley sea turtle |        |

### عائلة Dermochelyidae
| الأنواع              | الاسم الشائع                | الصورة |
| -------------------- | --------------------------- | ------ |
| Dermochelys coriacea | Leatherback/Leathery Turtle |        |

### عائلة Emydidae
| الأنواع          | الاسم الشائع           | الصورة |
| ---------------- | ---------------------- | ------ |
| Emys orbicularis | European Pond Terrapin |        |
| Mauremys leprosa | Spanish Terrapin       |        |
| Mauremys leprosa | Saharan pond turtle    |        |

### عائلة Testudinidae
| الأنواع                    | الاسم الشائع                        | الصورة |
| -------------------------- | ----------------------------------- | ------ |
| Testudo graeca             | Mediterranean Spur-thighed tortoise |        |
| Testudo graeca marokkensis | Morocco tortoise                    |        |
| Testudo graeca soussensis  | Souss valley tortoise               |        |

## السحالي الدودية

### عائلة Amphisbaenidae
| الأنواع              | الاسم الشائع         | الصورة |
| -------------------- | -------------------- | ------ |
| Blanus mettetali [e] | Moroccan Worm Lizard |        |
| بلنوس طنجاوي [e]     | Tangier Worm Lizard  |        |

### عائلة Trogonophidae
| الأنواع                          | الاسم الشائع             | الصورة |
| -------------------------------- | ------------------------ | ------ |
| Trogonophis wiegmanni            | Sharp-tailed Worm Lizard |        |
| Trogonophis wiegmanni elegans[e] | Sharp-tailed Worm Lizard |        |